# NGC 4716
NGC 4716 is een lensvormig sterrenstelsel in het sterrenbeeld Maagd. Het hemelobject werd op 12 april 1882 ontdekt door de Duitse astronoom Ernst Wilhelm Leberecht Tempel.

## Synoniemen
- MCG -1-33-21
- PGC 43464